# Союз Т-13
Союз Т-13 — радянський космічний корабель (КК) серії «Союз Т», типу Союз Т (7К-СТ). Серійний номер 19Л. Реєстраційні номери: NSSDC ID: 1985-043A; NORAD ID: 15804.
Здійснено восьмий політ до орбітальної станції Салют-7.
Старт з четвертим основним екіпажем орбітальної станції Салют-7 (ЕО-4): Джанібеков/Савіних; посадка з командиром ЕО-4 і бортінженером ЕП-5: Джанібеков/Гречко.
Під час польоту корабля Союз Т-13 відбулись польоти: шатлів: Діскавері місії STS-51-G, Челенджер місії STS-51-F, Діскавері місії STS-51-I; космічних кораблів: Прогрес-24, Космос-1669, почався політ корабля Союз Т-14.

## Політ
З 2 жовтня 1984 року станція Салют-7 здійснювала політ в безпілотному режимі, 11 лютого 1985 вийшла з ладу система управління і зв'язок з нею втрачено, через неможливість керувати з Землі роботою автоматики порушився режим підзарядки буферних батарей, система знеструмилась і станція повністю вийшла з ладу.
Космічний корабель Союз Т-13 переобладнали для рятувальної експедиції: демонтували штатне крісло третього космонавта, і замість нього взяли додаткові запаси води (на думку Віктора Савіних, завдяки цьому вдалось виконати програму польоту). Командиром призначили найдосвідченішого радянського космонавта Володимира Джанібекова, який мав досвід ручного стикування (25 червня 1982 року, Союз Т-6 з орбітальною станцією Салют-6), це був п'ятий космічний політ Джанібекова і другий — Віктора Савіних.
Станція була повністю знеструмлена, тому наведення на неї здалеку забезпечувалось лазерним цілевказівником.
Після стикування в ручному режимі зі станцією виявлено і усунуто несправність в системі контролю електроживлення станції, внаслідок якої всі бортові системи не отримували енергії, зокрема температура впала нижче нуля. Після ліквідації несправності повністю відновлено працездатність станції.
2 серпня космонавти Джанібеков і Савіних під час виходу у відкритий космос тривалістю 5 годин встановили додаткові панелі сонячних батарей.

## Параметри польоту
- Маса корабля — 6850 кг
- Нахил орбіти — 51,6°

## Екіпаж

### Стартовий
- Основний

Командир ЕО-4 — Джанібеков Володимир Олександрович
Бортінженер ЕО-4 — Савіних Віктор Петрович
- Дублерний

Командир ЕО-4 — Попов Леонід Іванович
Бортінженер ЕО-4 — Александров Олександр Павлович

### Посадковий
Командир ЕО-4 — Джанібеков Володимир Олександрович
Бортінженер ЕО-4 — Гречко Георгій Михайлович

## Хронологія польоту
| Дата       | Час (UTC) | Подія | Схема                         |
| ---------- | --------- | --- | ----------------------------- |
| 1984 рік   |           | |                               |
| 6 червня   | 06:39:52  | З космодрому Байконур ракетою-носієм Союз-У2 (11А511У2) запущено космічний корабель Союз Т-13 з екіпажем Джанібеков/Савіних.                                                                                               | Салют-7                       |
| 8 червня   | 08:50     | Стикування космічного корабля Союз Т-13 з екіпажем Джанібеков/Савіних до переднього стикувального порту станції Салют-7. Екіпаж станції Салют-7 після стикування: Джанібеков/Савіних.                                      | Салют-7+Союз Т-13             |
| 17 червня  | 11:33:00  | З космодрому на мисі Канаверал шатл Діскавері місії STS-51-G з екіпажем Бранденстейн/Крайтон/Фабіан/Люсід/Найджел/Бодрі/ас-Сауд.                                                                                           | Салют-7+Союз Т-13             |
| 21 червня  | 00:39:41  | З космодрому Байконур ракетою-носієм Союз-У (11А511У) запущено космічний корабель Прогрес-24. | Салют-7+Союз Т-13             |
| 23 червня  | 02:54     | Стикування космічного корабля Прогрес-24 до заднього стикувального порту комплексу Салют-7 — Союз Т-13. | Прогрес-24+Салют-7+Союз Т-13  |
| 24 червня  | 12:07:30  | Гальмівний імпульс шатла Діскавері місії STS-51G з екіпажем Бранденстейн/Крайтон/Фабіан/Люсід/Найджел/Бодрі/ас-Сауд. | Прогрес-24+Салют-7+Союз Т-13  |
| 24 червня  | 13:12:34  | Посадка шатла Діскавері місії STS-51G з екіпажем Бранденстейн/Крайтон/Фабіан/Люсід/Найджел/Бодрі/ас-Сауд на доріжці 23 авіабази Едвардс.                                                                                   | Прогрес-24+Салют-7+Союз Т-13  |
| 15 липня   | 12:28     | Відстикування космічного корабля Прогрес-24 від заднього стикувального порту комплексу Салют-7 — Союз Т-13. | Салют-7+Союз Т-13             |
| 15 липня   | 21:12     | Гальмівний імпульс космічного корабля Прогрес-24. | Салют-7+Союз Т-13             |
| 15 липня   | 22:00?    | Схід з орбіти космічного корабля Прогрес-24. | Салют-7+Союз Т-13             |
| 19 липня   | 13:05:08  | З космодрому Байконур ракетою-носієм Союз-У (11А511У) запущено космічний корабель Космос-1669 (Прогрес, але не отримав номер через початкові проблеми з системою Ігла).                                                    | Салют-7+Союз Т-13             |
| 21 липня   | 15:05:04  | Стикування космічного корабля Космос-1669 до заднього стикувального порту комплексу Салют-7 — Союз Т-13. | Космос-1669+Салют-7+Союз Т-13 |
| 29 липня   | 21:00:00  | З космодрому на мисі Канаверал запущено шатл Челенджер місії STS-51- з екіпажем Фаллертон/Бріджес/Інгленд/Хенайз/Масгрейв/Ектон/Барто.                                                                                     | Космос-1669+Салют-7+Союз Т-13 |
| 2 серпня   | 07:15     | Початок виходу у відкритий космос зі станції Салют-7 космонавтів Джанібекова і Савіних. | Космос-1669+Салют-7+Союз Т-13 |
| 2 серпня   | 12:15     | Закінчення виходу у відкритий космос зі станції Салют-7 космонавтів Джанібекова і Савіних тривалістю 5:00; встановлено додаткові панелі сонячних батарей.                                                                  | Космос-1669+Салют-7+Союз Т-13 |
| 6 серпня   | 18:43:00  | Гальмівний імпульс шатла Челенджер місії STS-51F з екіпажем Фаллертон/Бріджес/Інгленд/Хенайз/Масгрейв/Ектон/Барто. | Космос-1669+Салют-7+Союз Т-13 |
| 6 серпня   | 19:46:21  | Посадка шатла Челенджер місії STS-51F з екіпажем Фаллертон/Бріджес/Інгленд/Хенайз/Масгрейв/Ектон/Барто на доріжці 23 авіабази Едвардс.                                                                                     | Космос-1669+Салют-7+Союз Т-13 |
| 27 серпня  | 10:58:01  | З космодрому на мисі Канаверал запущено шатл Діскавері місії STS-51-I з екіпажем Енгл/Коуві/Фішер/Лондж/ван Хофтен. | Космос-1669+Салют-7+Союз Т-13 |
| 28 серпня  | 21:50     | Відстикування космічного корабля Космос-1669 від заднього стикувального порту комплексу Салют-7 — Союз Т-13. | Салют-7+Союз Т-13             |
| 30 серпня  | 01:20     | Гальмівний імпульс космічного корабля Космос-1669. | Салют-7+Союз Т-13             |
| 30 серпня  | 02:05?    | Схід з орбіти космічного корабля Космос-1669. | Салют-7+Союз Т-13             |
| 31 серпня  | 12:12?    | Початок першого виходу у відкритий космос з шатлу Діскавері місії STS-51I космонавтів ван Хофтена і Фішера. | Салют-7+Союз Т-13             |
| 31 серпня  | 19:20?    | Закінчення першого виходу у відкритий космос з шатлу Діскавері місії STS-51I космонавтів ван Хофтена і Фішера тривалістю 7:08.                                                                                             | Салют-7+Союз Т-13             |
| 1 вересня  | 12:15?    | Початок другого виходу у відкритий космос з шатлу Діскавері місії STS-51I космонавтів ван Хофтена і Фішера. | Салют-7+Союз Т-13             |
| 1 вересня  | 16:41?    | Закінчення другого виходу у відкритий космос з шатлу Діскавері місії STS-51I космонавтів ван Хофтена і Фішера тривалістю 4:26.                                                                                             | Салют-7+Союз Т-13             |
| 3 вересня  | 12:15?    | Гальмівний імпульс шатла Діскавері місії STS-51I з екіпажем Енгл/Коуві/Фішер/Лондж/ван Хофтен. | Салют-7+Союз Т-13             |
| 3 вересня  | 13:16:30  | Посадка шатла Діскавері місії STS-51I з екіпажем Енгл/Коуві/Фішер/Лондж/ван Хофтен на доріжці 23 авіабази Едвардс. | Салют-7+Союз Т-13             |
| 17 вересня | 12:38:52  | З космодрому Байконур ракетою-носієм Союз-У2 (11А511У2) запущено космічний корабель Союз Т-14 з екіпажем Васютін/Гречко/Волков.                                                                                            | Салют-7+Союз Т-13             |
| 18 вересня | 14:15     | Стикування космічного корабля Союз Т-14 з екіпажем Васютін/Гречко/Волков до заднього стикувального порту комплексу Салют-7 — Союз Т-13. Екіпаж станції Салют-7 після стикування: Джанібеков/Савіних/Васютін/Гречко/Волков. | Союз Т-14+Салют-7+Союз Т-13   |
| 25 вересня | 03:58     | Відстикування космічного корабля Союз Т-13 з екіпажем Джанібеков/Гречко від переднього стикувального порту комплексу Салют-7 — Союз Т-14. Екіпаж станції Салют-7 після відстикування: Савіних/Васютін/Волков.              | Союз Т-14+Салют-7             |
| 26 вересня | 09:05?    | Гальмівний імпульс космічного корабля Союз Т-13 з екіпажем Джанібеков/Гречко. | Союз Т-14+Салют-7             |
| 26 вересня | 09:51:58  | Посадка космічного корабля Союз Т-13 з екіпажем Джанібеков/Гречко. | Союз Т-14+Салют-7             |